# Ku Lung
Ku Lung, también conocido como Gu Long (古龍 | cantonés: Gu Lung | mandarín: Gǔ Lóng) era un novelista, guionista y productor cinematográfico taiwanés, nacido el 7 de junio de 1938 (otras fuentes citan 1936 y 1937) en Hong Kong (otras fuentes afirman Jiangxi) y fallecido el 21 de septiembre de 1985 en Taiwán.

## Biografía
De verdadero nombre Xiong Yao Hua (熊耀华), Ku utilizó su pseudónimo cuando debutó como escritor en 1960 en Taiwán, donde se había trasladado a los 20 años tras el divorcio de sus padres. Su primera novela de género Wuxia se tituló Cang Qiong Shen Jian (Bóveda celeste, espada divina) pero no fue hasta finales de la década de los 60 que adquirió gran reputación en el género, convirtiéndose en uno de los escritores más importantes del momento. A principios de la década siguiente el estudio Shaw Bros. compró los derechos de su novela Eleventh Son y lo contrató para adaptarla personalmente al cine con el título de Swordsman at Large, dirigida por Hsu Tseng Hung. Ku siguió trabajando como guionista de cine en Hong Kong y Taiwán, donde adaptó algunas de sus novelas o escribió guiones originales como Meteoro asesino de Lo Wei. A partir de 1976 el realizador Chu Yuan comenzó un proceso de adaptación al cine del grueso de su obra, de nuevo para Shaw Bros., iniciado con Clanes asesinos y finalizado con Perils of the Sentimental Swordsman en 1982. Al mismo tiempo TVB inició también en 1976 una campaña de adaptaciones televisivas, empezando con Lok Siu Fung. Estos éxitos animaron a Ku a fundar su propia productora cinematográfica en Taiwán en 1979 y producir sus propias adaptaciones. En 1985 falleció de una cirrosis derivada de su alcoholismo, pero su obra obtuvo una segunda época de esplendor a partir de mediados de los 90, con una nueva serie de adaptaciones para cine y televisión.         